# Lewan Żorżoliani
Lewan Żorżoliani, gruz. ლომერ ჟორჟოლიანი (ur. 20 stycznia 1988) – gruziński judoka, dwukrotny wicemistrz Europy. 
Startuje w kategorii wagowej do 100 kg. Zdobywca srebrnego medalu mistrzostw Europy w Czelabińsku (2012) i rok wcześniej w Stambule.
Startował w igrzyskach olimpijskich w 2008 roku w Pekinie, zajmując 5. miejsce. Mistrz Gruzji 2010.